# Nose
Nose (japanska: 能勢町?, Nose-chō) är en landskommun (köping) i Osaka prefektur i Japan.  